# La curació del cec (Dresden)
La curació del cec és una obra d'El Greco, realitzada a l'oli sobre tremp el 1567. És la primera obra del seu període venecià.

## Tema de l'obra
La curació del cec es podria referir a un episodi narrat a l'Evangeli segons Marc ［Mc 8:21-22］o a un altre a l'Evangeli segons Joan ［Jn 9:1-12］. Però molt probablement El Greco representa l'episodi referit a l'Evangeli segons Mateu ［Mt 9:27-31］, que és el millor s'adiu a aquesta escena.

## Anàlisi
El Greco va tenir contacte amb els tallers dels pintors manieristes més importants de l'època, El Veronès, Tintoretto i Tizià. No apareix en aquesta obra el vernís oriental característic de L'adoració dels Reis Mags o Dormició de Maria. Al contrari, el pintor crea diversos grups de figures i desenvolupa per primera vegada un espai amb perspectiva.
L'escena es desenvolupa en una àmplia plaça envoltada per edificis clàssics i un arc de triomf. Crist i el cec presideixen el principal grup a l'esquerra, els deixebles a la dreta i un petit contingent en el centre. Tots es troba en moviment, d'acord amb l'eclecticisme de l'època.
Aquesta obra mostra un domini complet de la llum, el color i què les pinzellades ràpides que aplica el pintor permeten modelar amb encert. Malgrat això, no es va aconseguir un bon punt de vista, el que provoca un joc de llum una mica contradictori. Tot plegat és una característica d'un pintor en formació com l'ho era El Greco en aquell moment.